# Tepti-Huban-Inšušnak
Tepti-Huban-Inšušnak war ein elamitischer König, der wahrscheinlich der im frühen 6. Jahrhundert v. Chr. regierte. Er war der Sohn von Šilhak-Inšušinak II.
Tepti-Huban-Inšušnak ist von beschrifteten Ziegeln und Fragmenten von Stelen aus Susa bekannt. Diese belegen seine Bautätigkeit in der Stadt. In zwei Texten erwähnt er Feldzüge gegen das Land oder die Leute von Balahute und Lallar. Beide Länder konnten bisher nicht lokalisiert werden.